# Dans la colonie pénitentiaire (bande dessinée)
Pour les articles homonymes, voir Dans la colonie pénitentiaire.
Dans la colonie pénitentiaire est un album de bande dessinée adapté du roman éponyme de Franz Kafka.

## Publication
L'album est publié en 2007 chez Delcourt,.

## Auteurs
- Scénario : Sylvain Ricard
- Dessins : Maël
- Couleurs : Albertine Ralenti

## Éditeur
- Delcourt (collection Ex-Libris), 2007  (ISBN 978-2-7560-0908-7)